# بویان توکیچ
بویان توکیچ (انگلیسی: Bojan Tokič؛ زادهٔ ۱۳ ژانویهٔ ۱۹۸۱) یک بازیکن تنیس روی میز اهل اسلوونی است. 
وی در مسابقات کشوری و بین‌المللی در مجموع برنده ۳ مدال برنز شده‌است.